# Оскар Умберто Мехіа Вікторес
Оскар Умберто Мехіа Вікторес (ісп. Óscar Humberto Mejía; 9 грудня 1930  — 1 лютого 2016) — гватемальський військовий та політичний діяч, президент країни з серпня 1983 до січня 1986 року.

## Президентство
Мехіа Вікторес, коли займав пост міністра оборони Гватемали, очолив переворот проти режиму Ефраїна Ріоса Монтта. Намагався повернути країну до демократії, провівши вибори до Конституційної асамблеї 1984 та загальні вибори 1985 року.